# 卡蒂柳克區
6°48′06″S 78°46′42″W / 6.8018°S 78.7783°W
卡蒂柳克區（西班牙語：Distrito de Catilluc），是秘魯的一個區，位於該國北部卡哈馬卡大區的聖米格爾省，始建於1989年6月19日，面積197.3平方公里，海拔高度2,750米，2005年人口3,297，人口密度每平方公里17人。